# Угра (Смоленская область)
Угра́ — село (в 1966—2013 — посёлок городского типа), административный центр Угранского района Смоленской области России.
Население — 3452 чел. (2021).

## География
Расположено на реке Угра, в 226 км к востоку от Смоленска. Железнодорожная станция на линии Вязьма — Брянск.

## История
В 1928 году образовалась железнодорожная станция Угра, а уже через год на этом месте появился одноимённый посёлок.
Статус посёлка городского типа — с 1966 года. С 2013 года — сельский населённый пункт.

## Население
| 1970  | 1979  | 1989  | 2002  | 2007  | 2009  | 2012  |
| ----- | ----- | ----- | ----- | ----- | ----- | ----- |
| 3664  | ↗4448 | ↗5059 | ↘4848 | ↘4586 | ↘4543 | ↘4186 |
| 2013  | 2021  |       |       |       |       |       |
| ↘4094 | ↘3452 |       |       |       |       |       |

## Известные люди
Абхазский государственный и политический деятель Аслан Бжания с 1985 по 1986 год работал по распределению в Управлении капитального строительства Угранского леспромхоза Смоленской области. Под инженерным руководством Бжании в посёлке Угра, недалеко от вокзала, было построено два многоквартирных жилых дома на 36 семей.
В деревне Глотовка, вблизи Угры, в 1900 году родился Михаил Исаковский, русский советский поэт.